# ویکتور توماس
ویکتور توماس (اسپانیایی: Víctor Tomás‎؛ زادهٔ ۱۵ فوریهٔ ۱۹۸۵) بازیکن هندبال اهل اسپانیا است.
از باشگاه‌هایی که در آن بازی کرده‌است می‌توان به باشگاه هندبال بارسلونا اشاره کرد.